# ATP Challenger Southampton
Der ATP Challenger Southampton (offiziell: Southampton Challenger) war ein Tennisturnier, das 2005 einmal in Southampton, England, stattfand. Es gehörte zur ATP Challenger Tour und wurde in der Halle auf Hartplatz gespielt.

## Liste der Sieger

### Einzel
| Jahr | Sieger         | Finalgegner    | Ergebnis |
| ---- | -------------- | -------------- | -------- |
| 2005 | Jérôme Haehnel | Kristian Pless | 6:2, 6:3 |

### Doppel
| Jahr | Sieger                     | Finalgegner                   | Ergebnis          |
| ---- | -------------------------- | ----------------------------- | ----------------- |
| 2005 | Jeff Coetzee Rogier Wassen | Travis Parrott Tripp Phillips | 6:78, 6:4, [10:4] |